# Música callejera

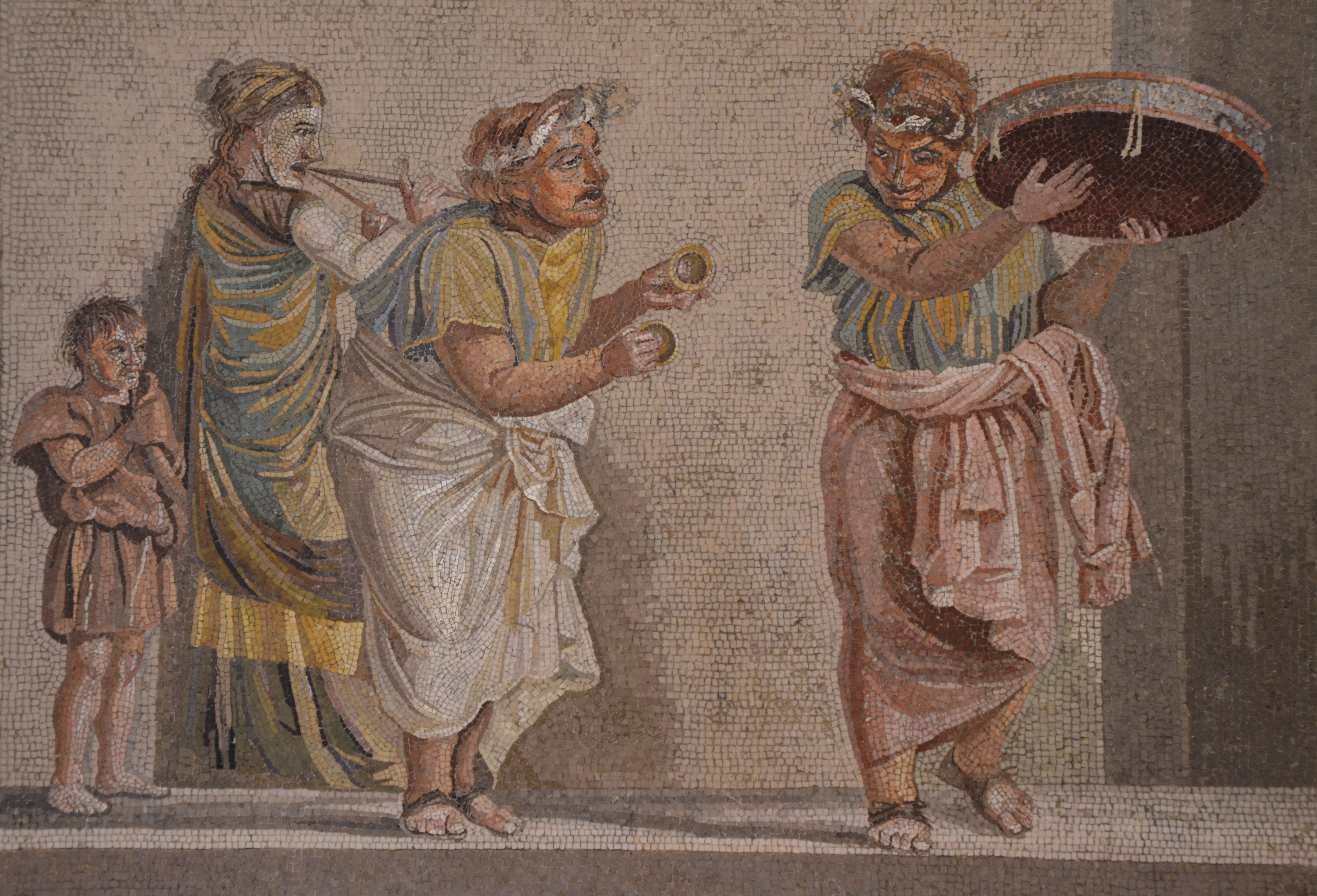
Músicos callejeros en un mosaico firmado por Dioscórides de Samos, hallado en la Villa de Cicerón, próxima a Pompeya. Museo Arqueológico Nacional de Nápoles.

Música callejera es un fenómeno artístico y cultural urbano desarrollado desde la Antigüedad en el contexto del arte callejero. Puede desarrollarse con uno o varios intérpretes, con o sin instrumentos de acompañamiento o aparatos musicales. Se ofrecen espontánea y gratuitamente pero apelando a la generosidad del ocasional público viandante. Sus orígenes parecen asociados al grupo de los espectáculos callejeros más ancestrales (juglares y cómicos de la legua), y ha llegado a generar formas musicales como el pasacalle.
Como fenómeno cultural asociado a las grandes urbes del siglo XXI, es habitual en el casco antiguo de las capitales, zonas peatonales, enclaves turísticos y en las instalaciones de transportes públicos (trenes, subterráneos, autobuses), en ocasiones sometido a regulaciones y normativas municipales. El abanico geográfico del fenómeno, más allá de estos espacios tópicos podría incluir las actuaciones de los músicos sufíes en las calles de El Cairo, la música de raíz folk de Kingston, o el barrio rojo de la ciudad pakistaní de Lahore, donde los servicios de las prostitutas están ligados a la actividad de una casta de músicos.
La música callejera, aunque quizá de modo más incidental, forma parte también de los festivales culturales veraniegos.

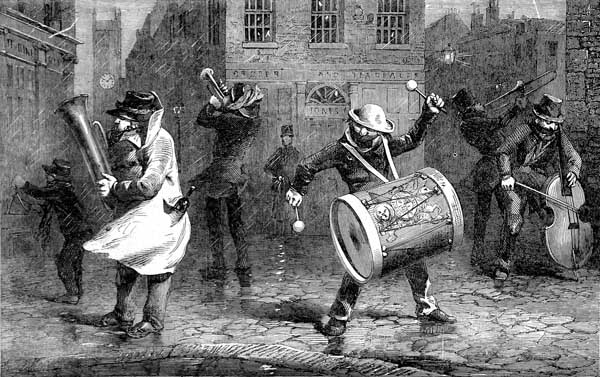
Músicos callejeros marginados en Londres por la Ley de Corporaciones Municipales de 1835, según dibujo de H.G. Hine, publicado por el London News (diciembre, 1853).

## Control y reglamentación
En Occidente, ya desde el siglo XIX, se ha intentado regular la música callejera en las metrópolis. El control y reglamentación de los espectáculos callejeros, y los musicales en concreto, se ha convertido en una constante en la normativa municipal o comunal en distintas capitales y poblaciones de los cinco continentes. Estas normativas particulares de los ayuntamientos y sus medidas restrictivas suelen generar movimientos de protesta entre los diversos grupos de músicos ambulantes.

Tipología
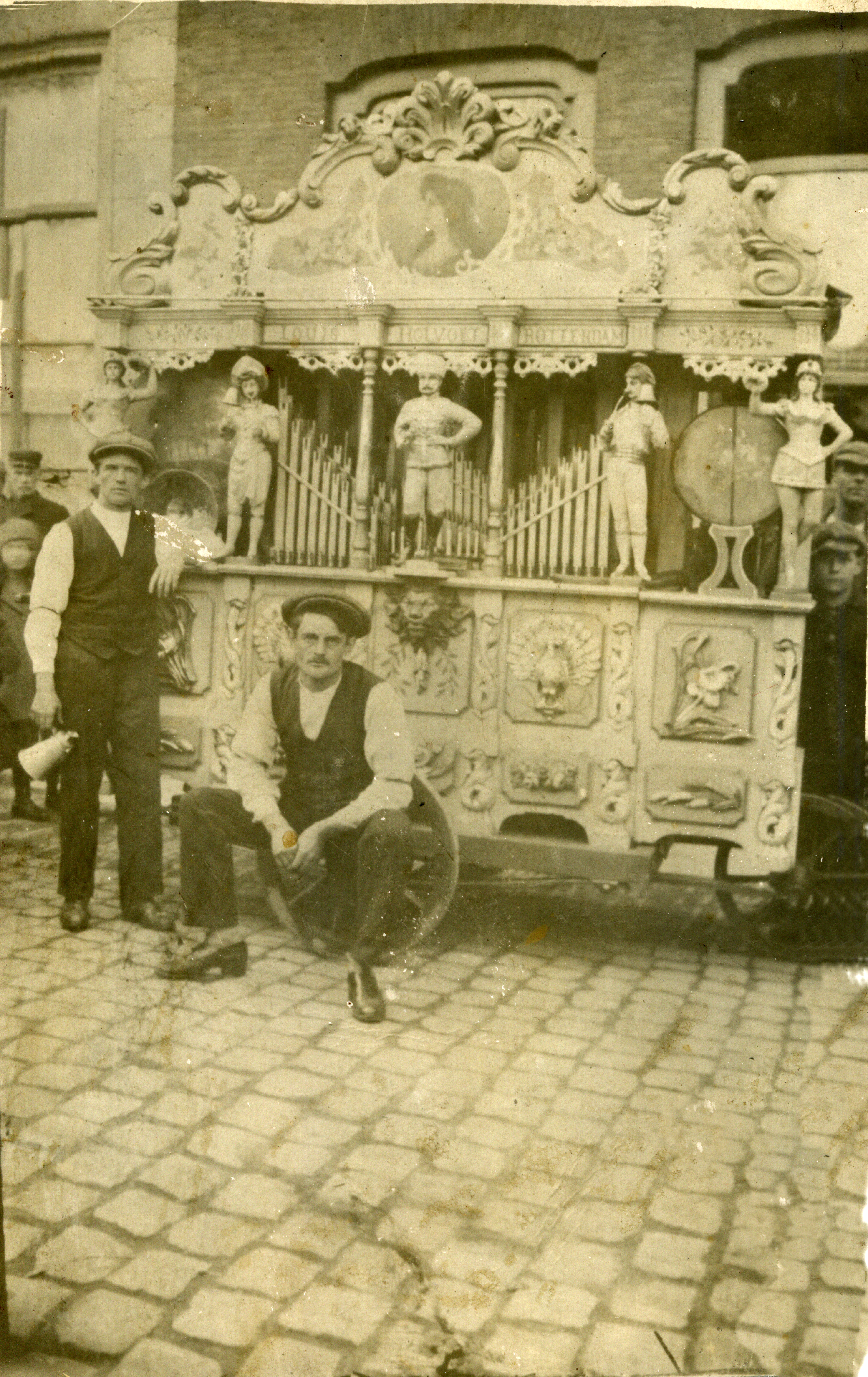
Órgano callejero con autómatas y voceadores, modelo Gasparini.[c]
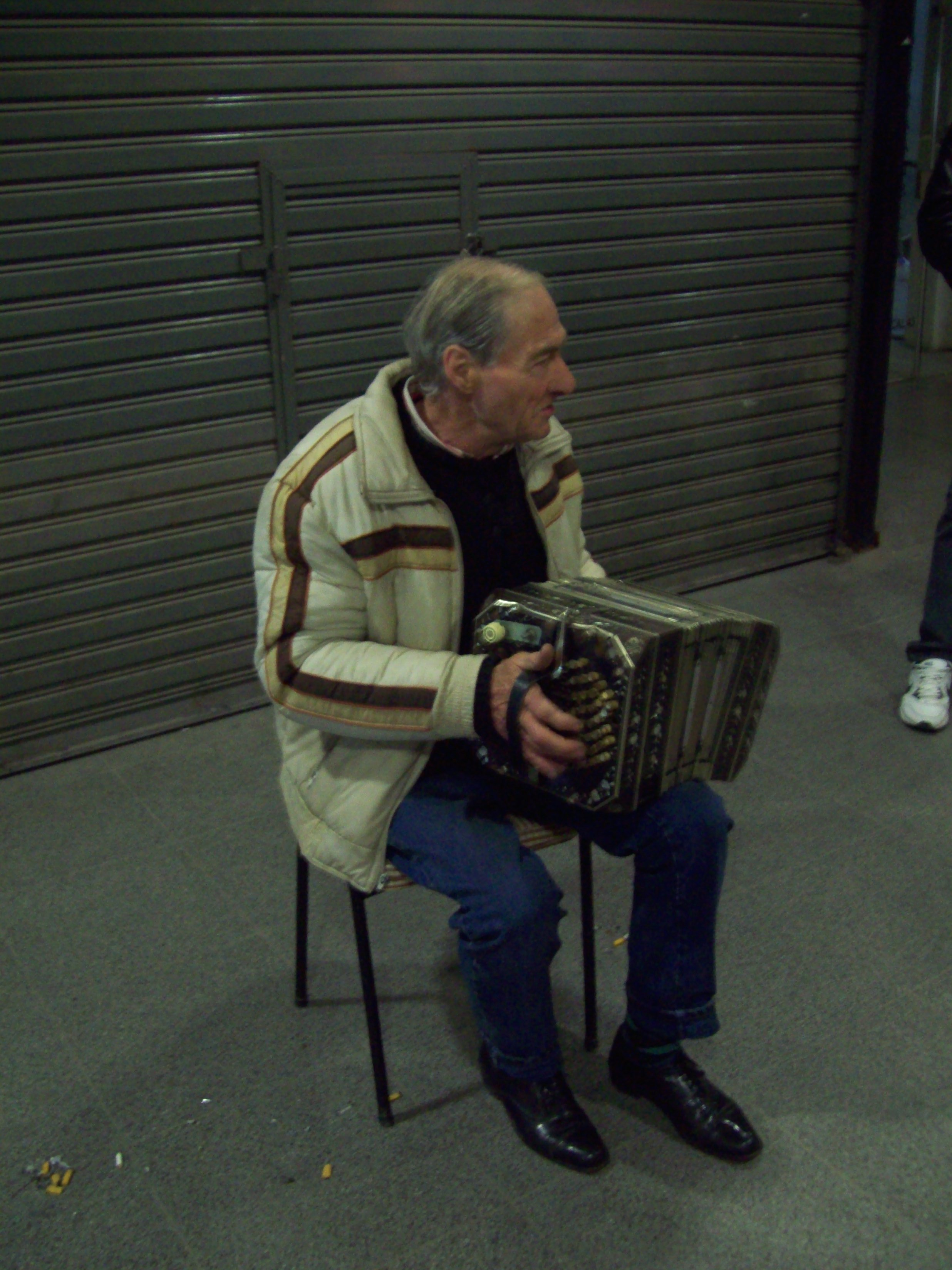
Bandoneonista en el área subterránea de la Estación Constitución, Buenos Aires (2011).
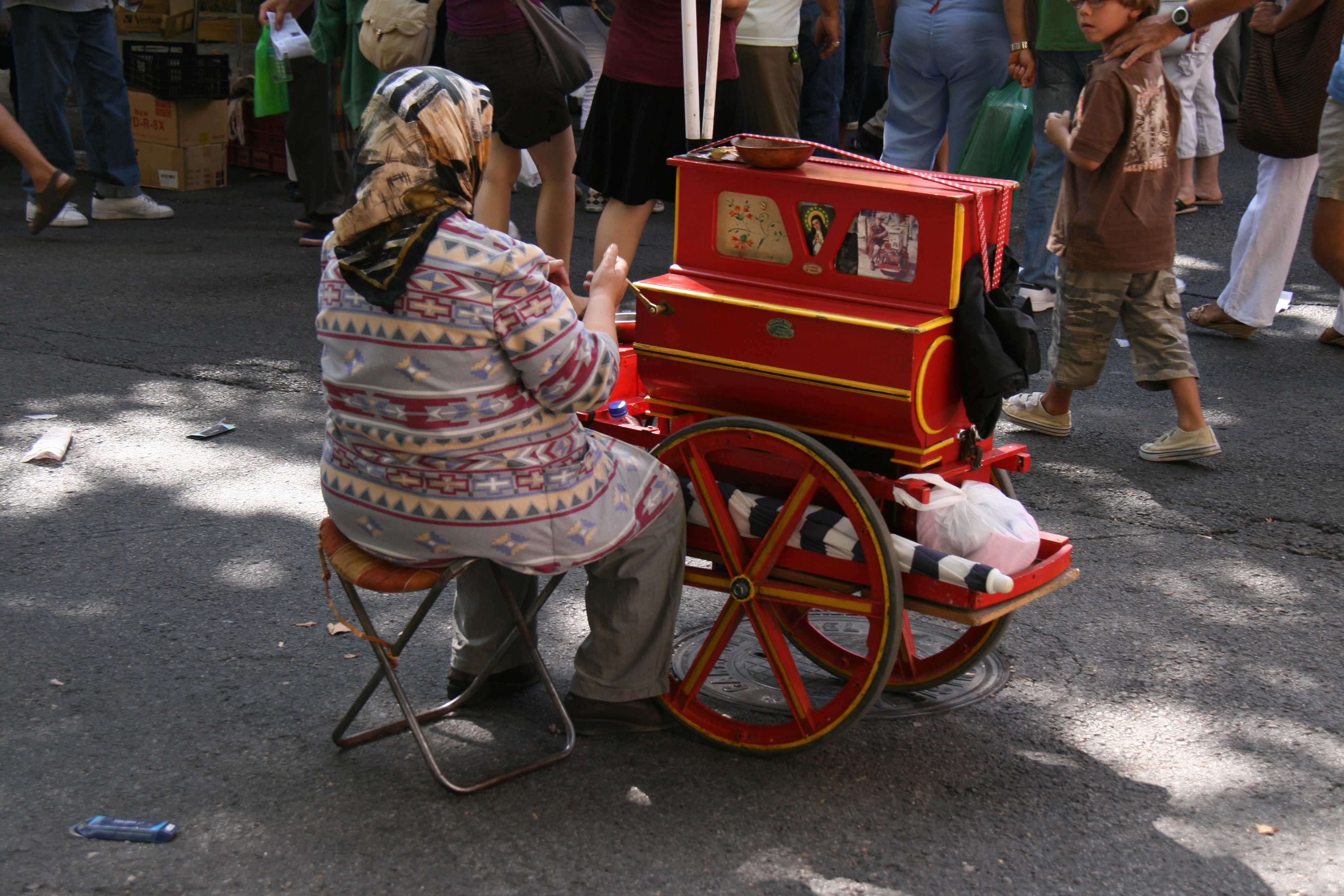
Mujer a cargo de un organillo, en el Rastro de Madrid (2009).
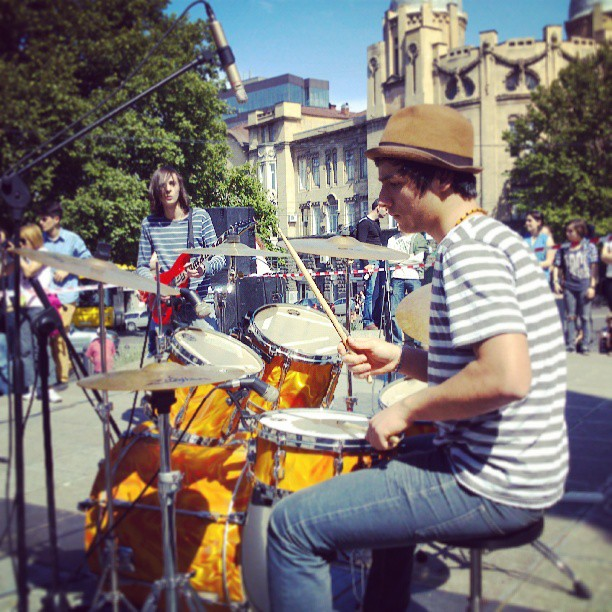
Jóvenes músicos callejeros en una calle de la ciudad de Tiflis (Georgia), en 2013.
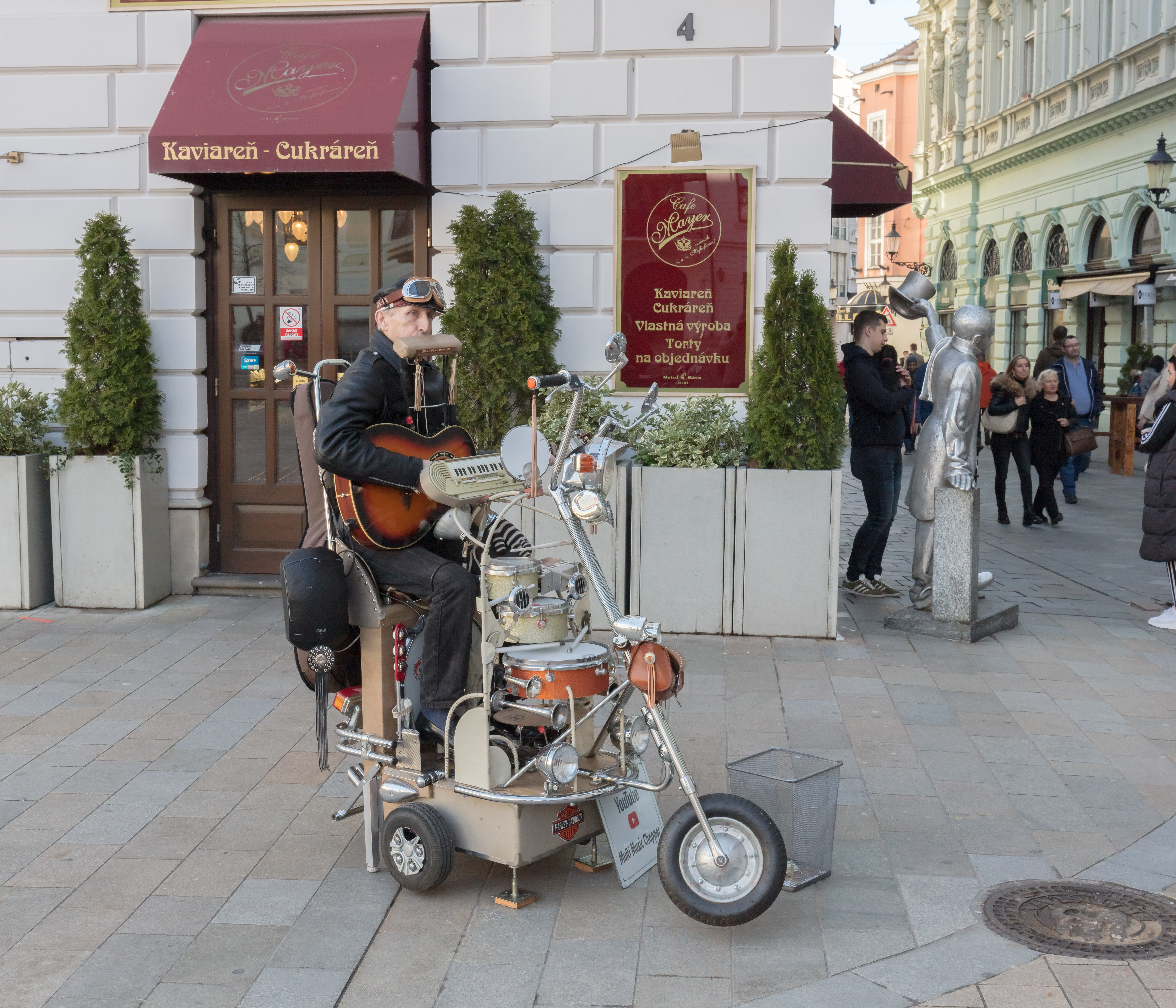
Músico en Bratislava (Eslovaquia) con todo tipo de instrumentos.

## Inicios de artistas
Un cierto número de artistas consagrados, famosos o populares presumen en sus autobiografías y entrevistas de haber comenzado como músicos callejeros. Sin que existan garantías de ello se han mencionado nombres como: Javier Álvarez, Louis Armstrong, B. B. King, Sidney Bechet, Marc Bolan, Camarón de la Isla, Manu Chao, Cirque du Soleil, Steve Coleman, Bob Dylan, Floyd Council, Rod Stewart, Yann Tiersen, Hank Williams, entre otros muchos.

## Iconografía
Desde los mosaicos de la desaparecida Pompeya al grafiti del siglo XXI, la galería de la expresión plástica y la historia de la pintura y la fotografía han recogido el fenómeno de la música callejera en una ilustrativa diversidad de ejemplos:

En la historia de la pintura
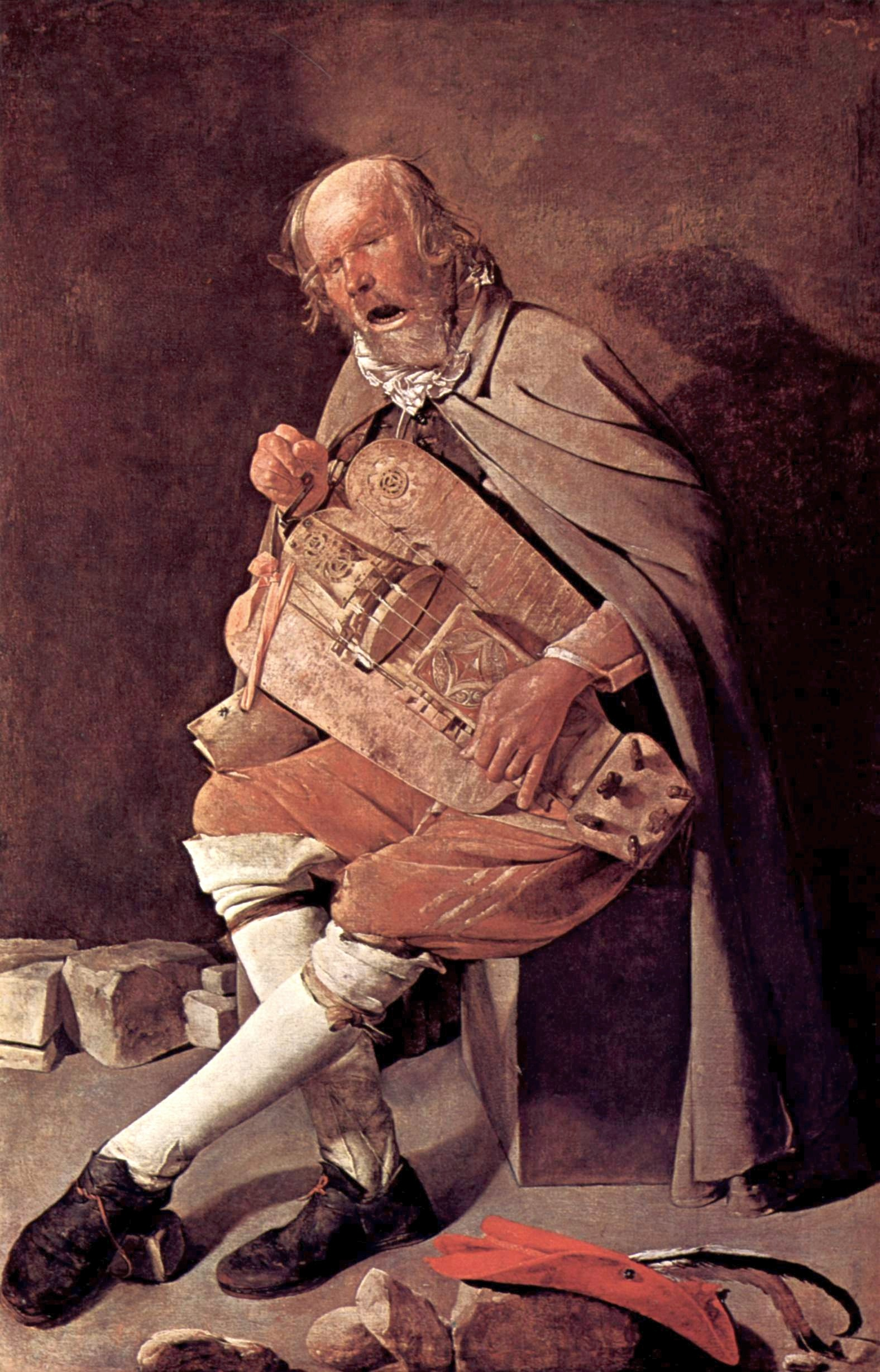
Ciego tocando la zanfona, Le Vielleur de Georges de La Tour (1630-1650).
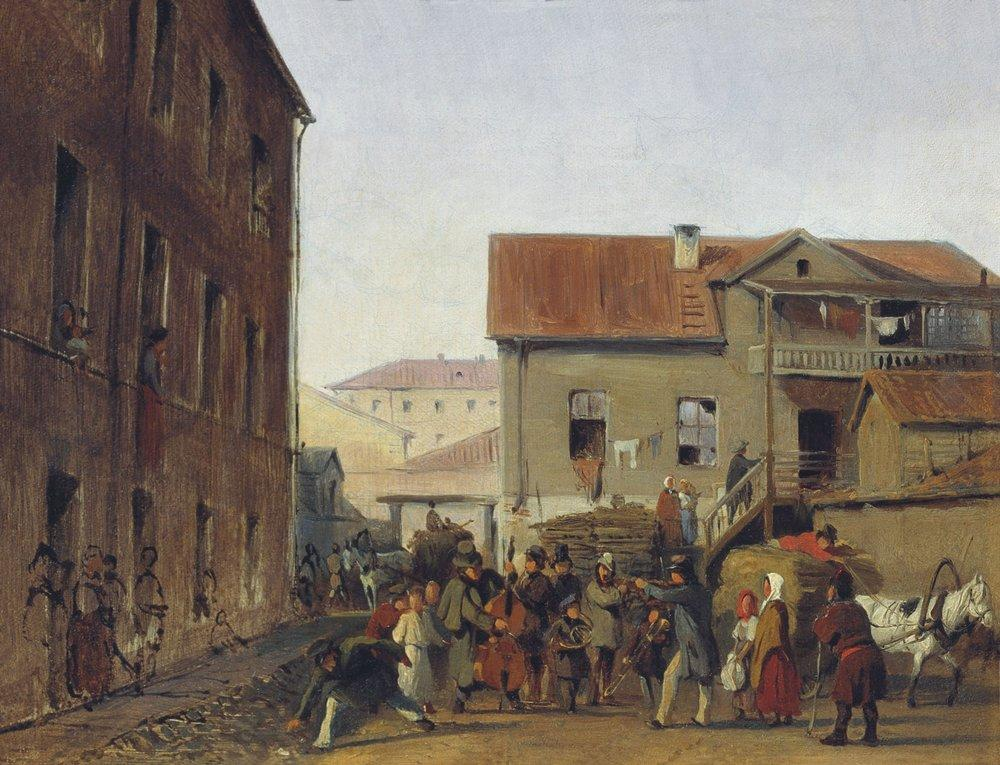
'Músicos callejeros', boceto de Alexei Filippovich Chernyshev (ca. 1860).
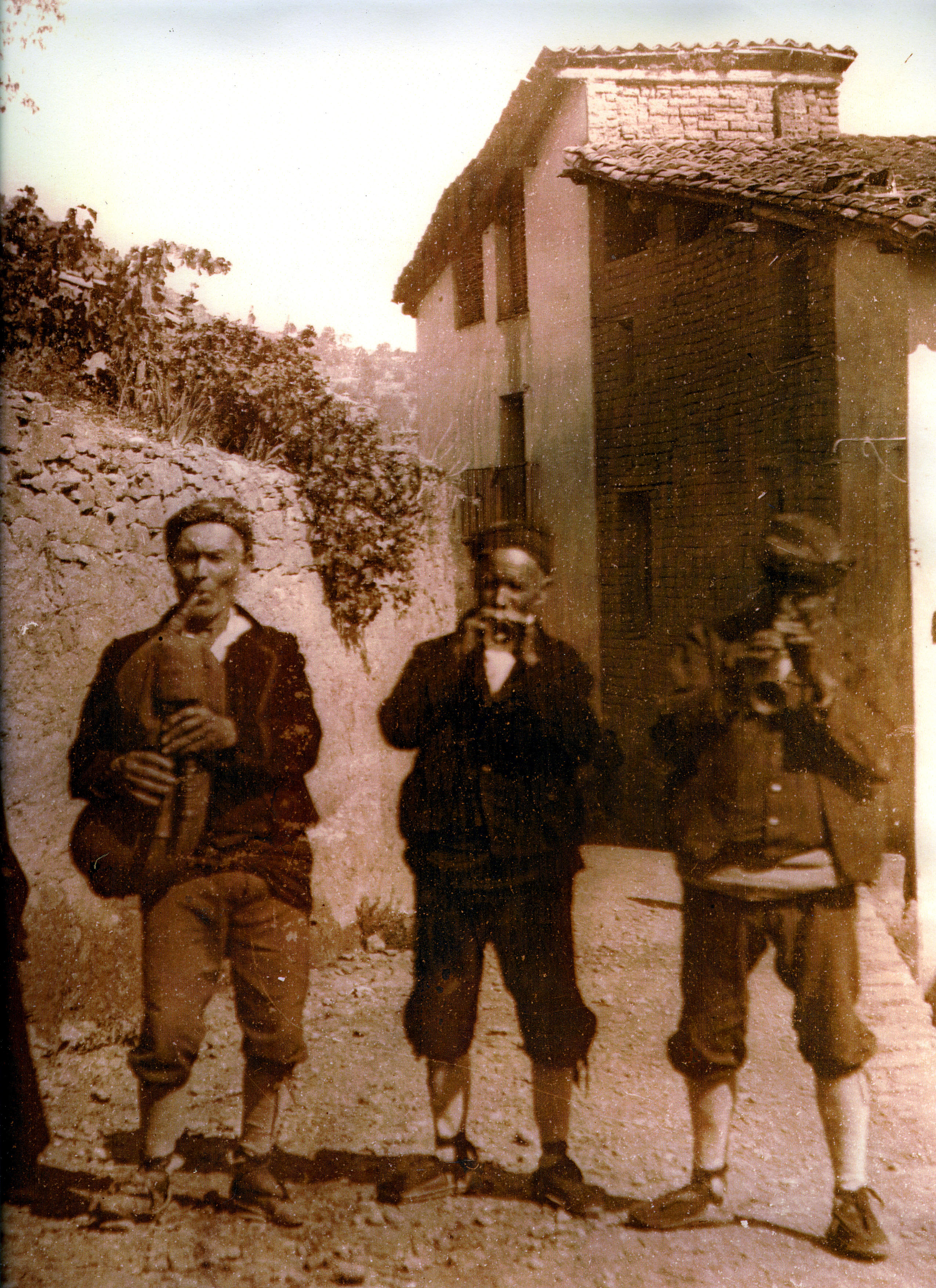
Gaiteros aragoneses de Caserras (Graus, España), hacia 1910.
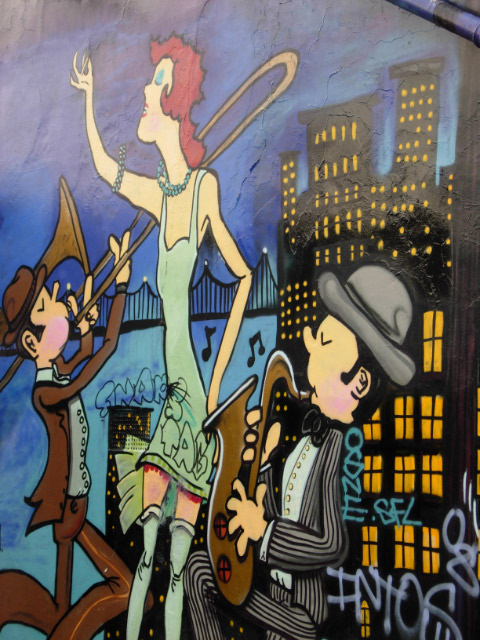
Mural (grafiti) en el Camden londinense. Inglaterra (2009).